# Чемпионат Беларуси по шашечной композиции 2003
Чемпионат Белоруссии по шашечной композиции 2003, оригинальное название — Первый этап XII чемпионата Беларуси по шашечной композиции — национальное спортивное соревнование по шашечной композиции. Организатор — комиссия по композиции Белорусской Федерации Шашек.

## О турнире
Начиная с 1991 года, белорусские чемпионаты стали проводиться раз в два года, при этом разделив соревнования по русским и международным шашкам на ежегодные этапы чемпионата. Суммирования очков этапов не производилось. Таким образом, в XII чемпионате Беларуси по шашечной композиции на 1-м этапе соревновались в русские шашки, а на следующий год, в 2004-м, на 2-м этапе — в международные.
Соревнования проводились в 4 дисциплинах: к традиционным проблемам, задачам и этюдам добавились миниатюры.
В новом жанре впервые в истории чемпионатов победили двое: Александр Коготько (Пинск) и Леонид Витошкин (Гомель). Гомельчанин стал триумфиатором чемпионата, завоевав три золотые медали (в этюдах и задачах). Пинчанин впервые стал чемпионом страны и впервые стал вице-чемпионом (в проблемах).
Иван Навроцкий выиграл золото в проблемах и бронзу в миниатюрах.
Таким образом, 12 наград чемпионата выиграли 8 спортсменов.

## Спортивные результаты
Миниатюры-64.
 Александр Коготько, Леонид Витошкин — 20 очков.  Иван Навроцкий — 16,75. 4. Виктор Шульга — 16,0. 5. Александр Сапегин — 16,0. 6. Борис Иванов — 15,5. Анатолий Терехов — 15,5. вне зачета 7. Пётр Шклудов — 13,5. 8. Николай Вергейчик — 12,5. 9. Николай Грушевский — 12,5. 10. Владимир Мазаник — 10,25. 11. Василий Гребенко — 9,5. 12. Пётр Кожановский — 9,0. 13. Дмитрий Камчицкий — 5,5. 14. Василий Можейко — 3,0. 15. Григорий Кравцов — 2,5. 16. Александр Ляховский — 1,5. 17. Александр Перевозников — 1,0. 18-19. Дмитрий Кульбанов, Дмитрий Слесарчик — 0,0.
Проблемы-64.
 Иван Навроцкий — 29,0.  Александр Коготько — 24,0.  Александр Сапегин — 22,5. 4. Леонид Витошкин — 22,5. 5. Дмитрий Камчицкий — 21,75. Анатолий Терехов (вне конкурса) — 20,75. 6. Дмитрий Кульбанов — 20,0. 7. Виктор Шульга — 19,5. 8. Пётр Кожановский — 19,5. 9. Пётр Шклудов — 19,0. 10. Владимир Мазаник — 17,75. 11. Василий Гребенко — 17,5. 12. Николай Вергейчик — 17,0. 13. Александр Перевозников — 15,0. 14. Владимир Малашенко — 14,0. 15. Борис Иванов — 12,5. 16. Александр Ляховский — 12,0. 17. Николай Грушевский — 6,0. 18. Дмитрий Слесарчик — 3,5. 19. Юрий Ткачёв — 3,25. 20 — 23 Иван Белоус, Григорий Кравцов, Василий Можейко — 0,0.
Этюды-64.
 Леонид Витошкин — 20,75.  Пётр Шклудов — 20,0.  Виктор Шульга — 17,75. 4. Василий Гребенко — 14,5. 5. Пётр Кожановский — 13,0. 6. Николай Зайцев — 11,0. 7. Криштоф Малашкевич — 10,25. 8. Иван Навроцкий — 9,5. 9. Дмитрий Камчицкий — 8,0. 10. Николай Грушевский — 7,0. 11. Александр Коготько — 6,75. 12. Дмитрий Кульбанов — 3,0. 13. Николай Андрющенков — 2,0. 14. Борис Иванов — 1,0. 15-16. Александр Ляховский, Иван Белоус — 0,0.
Задачи-64.
 Леонид Витошкин — 12,5.  Николай Зайцев — 12,25.  Борис Иванов — 10,5. 4. Александр Ляховский — 6,75. 5. Константин Тарасевич — 6,5. 6. Александр Шурпин — 6,0. 7. Пётр Кожановский — 3,0. 8-9. Николай Бобровник, Дмитрий Кульбанов — 0,0.